# Franco Berni
Franco Berni (Alessandria, 9 gennaio 1965) è un ex rugbista a 15 e allenatore di rugby a 15 italiano, già seconda linea, che prese parte con la Nazionale italiana alla I Coppa del Mondo di rugby (1987).

## Biografia
Seconda linea dal fisico possente (circa 150 kg per due metri d'altezza), Berni crebbe rugbisticamente nelle file del DLF Alessandria; all'Alessandria nel 1981-82, fece parte della squadra che fu promossa dalla Serie C alla B.
Nel 1982 passò all'ASR Milano e divenne quasi subito internazionale Under-17; fu anche premiato dalla Gazzetta dello Sport come miglior Under-21 della Serie A.
Nel 1985 esordì in Nazionale maggiore a Brașov contro la Romania in Coppa FIRA e, due anni dopo, fu tra i convocati alla Coppa del Mondo di rugby 1987, la prima della storia; in essa Berni disputò solo un incontro, quello con la Nuova Zelanda, che è anche la prima partita in assoluto della storia del torneo mondiale.
Trasferitosi all'Amatori Milano, con tale squadra, poi nota come Milan, vinse 4 scudetti e una Coppa Italia negli anni 1990; successivamente, al CUS Genova, fu tra i protagonisti della promozione dalla B alla Serie A2.
Fu invitato a più riprese anche nella formazione delle Zebre, con le quali affrontò diversi impegni internazionali.
Terminata la carriera da giocatore al Piacenza nel 2000, ivi iniziò quella di allenatore. Di nuovo all'Alessandria fino al 2008, dalla stagione 2008-09 allena il Settimo Torinese, per poi trasferirsi ad allenare la formazione genovese Zena Wasps Rugby.
Ebbe anche una parentesi politica: nel 1997 fu candidato a consigliere comunale ad Alessandria nelle file di Forza Italia.

## Palmarès
- Campionati italiani: 4

Amatori Milano-Milan: 1990-91; 1992-93; 1994-95; 1995-96
- Coppe Italia: 1

Amatori Milano-Milan: 1994-95